# Celaenia
|  | Dieser Artikel wurde aufgrund von formalen oder inhaltlichen Mängeln in der Qualitätssicherung Biologie zur Verbesserung eingetragen. Dies geschieht, um die Qualität der Biologie-Artikel auf ein akzeptables Niveau zu bringen. Bitte hilf mit, diesen Artikel zu verbessern! Artikel, die nicht signifikant verbessert werden, können gegebenenfalls gelöscht werden. Lies dazu auch die näheren Informationen in den Mindestanforderungen an Biologie-Artikel. |

Celaenia ist eine Gattung aus der Familie der Echten Radnetzspinnen und umfasst elf Arten. Die einzelnen Arten sind in Australien, Neuseeland und Tasmanien verbreitet. Am bekanntesten ist Celaenia excavata, die in Australien bird dropping spider („Vogelabfallspinne“) genannt wird, weil sie dem Kot von Vögeln sehr ähnlich sieht. Diese Form der Mimese schützt die Spinnen vor potenziellen Räubern.

## Arten
Die Gattung umfasst aktuell elf Arten. (Stand: Februar 2016)
- Celaenia atkinsoni (O. Pickard-Cambridge, 1879) - verbreitet in: Australien, Tasmanien, Neuseeland
- Celaenia calotoides Rainbow, 1908 - verbreitet in: New South Wales
- Celaenia distincta (O. Pickard-Cambridge, 1869) - verbreitet in: New South Wales, Tasmanien
- Celaenia dubia (O. Pickard-Cambridge, 1869) - verbreitet in: New South Wales, Victoria
- Celaenia excavata (L. Koch, 1867) - verbreitet in: Australien, Tasmanien
- Celaenia hectori (O. Pickard-Cambridge, 1879) - verbreitet in: Neuseeland
- Celaenia olivacea (Urquhart, 1885) - verbreitet in: Neuseeland
- Celaenia penna (Urquhart, 1887) - verbreitet in: Neuseeland
- Celaenia tuberosa (Urquhart, 1889) - verbreitet in: Neuseeland
- Celaenia tumidosa Urquhart, 1891 - verbreitet in: Tasmanien
- Celaenia voraginosa Urquhart, 1891 - verbreitet in: Tasmanien